# Любінка (гміна Плесьна)
Любінка (пол. Lubinka) — село в Польщі, у гміні Плесьна Тарновського повіту Малопольського воєводства.
Населення — 374 особи (2011).
У 1975-1998 роках село належало до Тарновського воєводства.

## Демографія
Демографічна структура станом на 31 березня 2011 року:
|          | Загалом | Допрацездатний вік | Працездатний вік | Постпрацездатний вік |
| -------- | ------- | ------------------ | ---------------- | -------------------- |
| Чоловіки | 187     | 51                 | 120              | 16                   |
| Жінки    | 187     | 45                 | 111              | 31                   |
| Разом    | 374     | 96                 | 231              | 47                   |